# 없어도 의리만은
"없어도 의리만은"은 1972년 공개된 대한민국의 영화이다.

## 배역
- 김희라
- 오유경